# Madeleine Rees

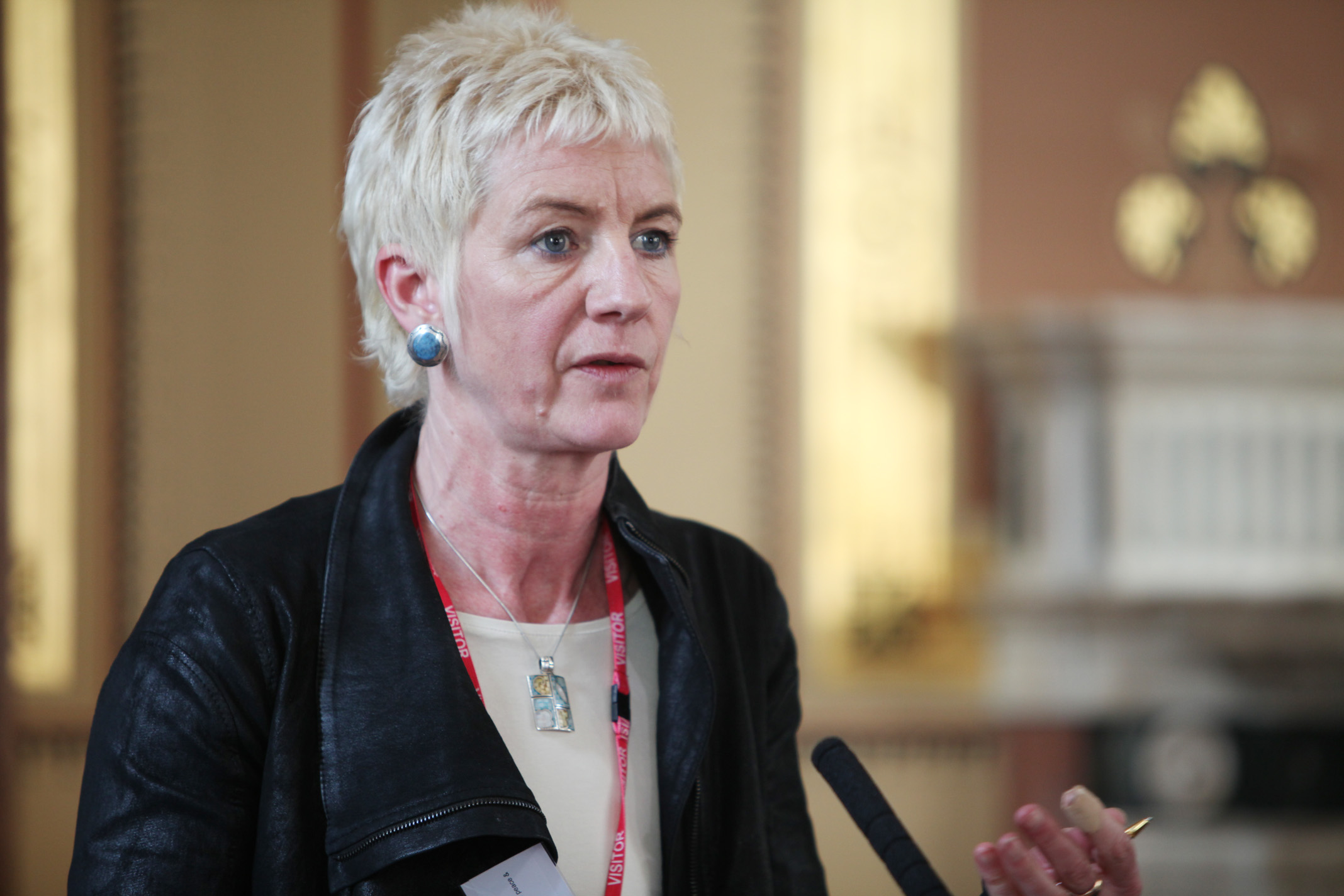
Rees in London bei der Vorstellung des 2012 Foreign & Commonwealth Office Berichtes am 15. April 2013

Madeleine Rees OBE (geb. vor 1990) ist eine britische Juristin, Rechtsanwältin und gegenwärtige Generalsekretärin der Women’s International League for Peace and Freedom. Sie sprach sich gegen Menschenrechtsverletzungen in Bosnien durch Friedenstruppen und andere Mitarbeiter der Vereinten Nationen aus.

## Leben und Wirken
Rees wurde 1990 Rechtsanwältin und arbeitete für eine große britische Anwaltskanzlei und wurde dort 1994 Partner.
Dort spezialisierte sie sich auf Antidiskriminierungsrecht, besonders im Bereich von Arbeits- und Beschäftigungsrecht sowie auch auf öffentliches Recht und Verwaltungsrecht. Rees arbeitete im Auftrag der Gleichstellungskommission von Rassen und Equal Opportunities Commission, wo sie half, Einzelpersonen ihr Recht nach nationalen Gesetzen zu verschaffen.
Fälle von Diskriminierung wurden von Rees sowohl vor dem Europäischen Gerichtshof für Menschenrechte als auch vor dem Europäischen Gerichtshof in Luxemburg verhandelt.

### Bosnien
Im Jahr 1998 begann Rees ihre Arbeit als Leiterin des Büros in Bosnien und Herzegowina und als Gleichstellungs-Expertin für den Hohen Kommissar der Vereinten Nationen für Menschenrechte. Sie half durch ihre Unterstützung Kathryn Bolkovac in Bosnien Menschenrechtsverletzungen im Zusammenhang mit Menschenhandel und sexueller Ausbeutung, sowie die Teilhabe von IPTF-Mitarbeitern und anderen UN-Missions-Angehörigen daran aufzudecken.
Im Jahr 2009 wurde Rees von ihrer Position versetzt und letztendlich im März 2010 entlassen. Ein internes UN-Tribunal für administrative Streitigkeiten entschied, dass sie ein Kündigungsschutzrecht habe. Das UNHCR bestritt die Vorwürfe und erklärte, dass man Rees zuerst eine neue Position zuwies, und sie aufgrund von Beschwerden der Führungskräfte über ihre Arbeitsleistung eine neue Aufgabe zugewiesen bekam, die sie nicht akzeptierte. Allerdings entschied der Richter des UN-Tribunals Coral Shaw, dass die Neuzuweisung Rees zu einem neuen Auftrag rechtswidrig sei.

## Women’s International League for Peace and Freedom
Seit 2010 ist Madeleine Rees Generalsekretärin der Organisation.

## Medien
Im Film Whistleblower – In gefährlicher Mission aus dem Jahr 2010 wurde sie von Vanessa Redgrave verkörpert.